# Ignasi Cristià i Garcia
Ignasi Cristià i Garcia (Cambrils, 1969) és un dramaturg i escenògraf dedicat al món de la museografia, dels audiovisuals i del teatre. És llicenciat en Art Dramàtic per l'Institut del Teatre, amb especialització en Escenografia i en Direcció Escènica.
En l'àmbit de l'escenografia teatral, emprengué la seva trajectòria professional amb el projecte desenvolupat per a l'obra La fille mal gardée, ballet de Ferdinand Hérold i John Lanchbery representat a l'Òpera de Breslavia de Polònia l'any 1991, entre d'altres. Altres aportacions seves en aquest camp han estat la direcció escènica i l'escenografia de l'òpera Un ballo in maschera de Giuseppe Verdi, interpretada els anys 2020 i 2022 al Teatre de l'Òpera de Varna a Bulgària, i la direcció escènica del monodrama Medea, amb música de Joan Manén i text d'Ambrosi Carrión.
En l'àmbit de la museografia i de la producció audiovisual ha portat a terme projectes sobre memòria històrica i sobre temàtiques diverses des d'una narrativa vinculada a les disciplines presents al món del teatre i de l'espectacle. Alguns dels projectes dissenyats per Ignasi Cristià dins d'aquest paradigma són l'exposició permanent “Consideracions generals sobre l'exili” al Museu Memorial de l'Exili; la mostra “Spoliés! l'aryanisation économique en France 1940-44”, exposada l'any 2010 al Musée de la Résistance et de la Déportation de l'Isère; la instal·lació artística i museogràfica al Pavelló de Sant Salvador de Sant Pau Recinte Modernista, l'any 2017, sobre la història de la medicina a Catalunya i la figura de l'arquitecte Lluís Domènech i Montaner.